# Велики кашаљ
Велики кашаљ, магарећи кашаљ, или пертусис (лат. pertussis) је акутна инфективна бактеријска болест. Од ње оболевају најчешће деца у узрасту од 1-5 година, али и одојчад. Период инкубације (први стадијум болести) подсећа на прехладу праћену кашљем (Stadium catarrhale, катарални стадијум), затим прелази у нападе испрекиданог кашља (Stadium convulsivum, стадијум зацењивања). Код мале деце, кашаљ може довести до прекида дисања и стога може угрозити живот. Временом напади кашља постају блажи и проређени (Stadium decrementi, стадијум реконвалесценције). Болест типично траје око 6 недеља. На узрок ове болести се може ефикасно утицати само у почетној фази болести. Као профилакса, против ове болести постоји ефикасна вакцина. Особа може да кашље толико јако да повраћа, сломи ребра или постане веома уморна од напора. Деца млађа од годину дана могу имати мало или нимало кашљања и уместо тога имају периоде у којима не могу да дишу. Време између инфекције и појаве симптома је обично седам до десет дана. Болест се може јавити код оних који су вакцинисани, али симптоми су обично блажи.
Пертусис изазива бактерија Bordetella pertussis. Лако се шири кашљањем и кијањем заражене особе. Људи су заразни од почетка симптома до отприлике три недеље након напада кашља. Они који су лечени антибиотицима више нису заразни након пет дана. Дијагноза се поставља узимањем узорка са задње стране носа и грла. Овај узорак се затим може тестирати било културом или ланчаном реакцијом полимеразе.
Превенција је углавном вакцинацијом вакцином против пертусиса. Иницијална имунизација се препоручује између шесте и осме недеље живота, са четири дозе које се дају у прве две године живота. Заштита од пертусиса се временом смањује, те се додатне дозе вакцине често препоручују старијој деци и одраслима. Вакцинација током трудноће је веома ефикасна у заштити новорођенчета од пертусиса током рањивих првих месеци живота и препоручује се у многим земљама. Антибиотици се могу користити за превенцију болести код оних који су били изложени и који су у ризику од тешке болести. Код оних са болешћу, антибиотици су корисни ако се започну у року од три недеље од почетних симптома, али иначе имају мали ефекат код већине људи. Код трудница и деце млађе од годину дана, антибиотици се препоручују у року од шест недеља од појаве симптома. Антибиотици који се користе укључују еритромицин, азитромицин, кларитромицин или триметоприм/сулфаметоксазол. Докази који подржавају интервенције против кашља, осим антибиотика, су слаби. Око 50% заражене деце млађе од годину дана захтева хоспитализацију, а скоро 0,5% (1 од 200) умре.
Процењује се да је 16,3 милиона људи широм света било заражено 2015. године. Већина случајева се јавља у земљама у развоју, а могу бити погођени људи свих узраста. У 2015. години, пертусис је довео до 58.700 смртних случајева – што је мање од 138.000 смртних случајева 1990. године. Избијање болести је први пут описано у 16. веку. Бактерија која изазива инфекцију откривена је 1906. године. Вакцина против пертусиса постала је доступна 1940-их.

## Изазивач
Изазивач великог кашља, бактерија Bordetella pertussis, је непокретна, аеробна, инкапсулирана и грам негативна штапићаста бактерија. Она ствара низ протеина, од којих су неки токсини који узрокују симптоме болести. Бактерије су присутне у мукозним мембранама дисајних путева где могу да се размножавају. Инфекција бактеријом Bordetella parapertussis доводи до клиничке слике великог кашља у мање од 20% случајева. Асимптоматски пролази 40% инфекција, а преосталих 40% се очитује као акутни бронхитис.

## Епидемиологија
Једини резервоар бактерије Bordetella pertussis су људска бића. Стога је теоријски могуће искоренити ову бактерију систематском вакцинацијом. Бактерија Bordetella parapertussis је регистрована и код оваца. Упркос ефикасној вакцинацији 2003. је у свету од ове болести оболело око 17 милиона људи, од којих је 90% случајева регистровано у земљама у развоју. Исте године регистровано је 280.000 смртних случајева од ове болести.
Болест се преноси путем искашљаних капљица на особе у близини оболелог. Бактерије изазивачи великог кашља имају веома велику моћ да изазову инфекцију, тако да ће оболети 80-100% људи који дођу у контакт са њима. Време инкубације је од 7 до 21 дан. Заразност је највећа при крају периода инкубације и временом се смањује. Треба нагласити да вакцинација не гарантује доживотну заштиту. У земљама са високом стопом вакцинације од ове болести оболева омладина и одрасли, који представљају резервоар бактерија изазивача.

## Симптоми
Болест типично пролази 3 стадијума: Stadium catarrhale, Stadium convulsivum и Stadium decrementi. Код новорођенчади, али и код оболеле омладине и одраслих, болест може попримити нетипичан ток.

### Stadium catarrhale, катарални стадијум
Болест почиње без посебних карактеристика, личи на грип са ринитисом и кашљем. Може се јавити и грозница. Овај стадијум траје 1 до 2 недеље.

### , стадијум зацењивања
Тек у другом стадијуму се јавља типични напади испрекиданог кашља код којих болесник плази језик.
Кашаљ доводи до искашљавања слузи. Напади могу бити веома чести, нарочито ноћу, а може их изазвати и лака физичка активност. Овај стадијум болести траје 2 до 6 недеља.

### , стадијум реконвалесценције
У последњем стадијуму напади кашља постају ређи и слабији. Јављаће се још 3-6 недеља ако се примењује антибиотска терапија, а 6-10 недеља без ње. Због дугог трајања, ову болест неки зову „кашаљ од 100 дана“.

### Атипични ток
Код деце млађе од 6 месеци напади у фази Stadium convulsivum могу се манифестовати у облику престанка дисања (апнеја). Код омладине и одраслих болест се често не препознаје јер је не прате никакви симптоми осим влажног кашља.

## Компликације
Најчешће компликације су упала плућа (15-20%) као и упала средњег уха, коју изазива секундарна инфекција бацилима Haemophilus influenzae или пнеумококе. Секундарна инфекција може да изазове грозницу и знаке инфекције у крви. Епилептички напади се јављају у 2 до 4% случајева, и стога нису ретка компликација. У 0,5% долази до оштећења мозга (енцефалопатија), која често оставља трајне последице. Због јаког кашља вежњаче ока могу да закрваве. Понекад се среће хернија. Смртни случајеви се јављају у једном од 1000 оболелих, најчешће код одојчади.

## Дијагностика
За утврђивање дијагнозе користи се назофарингални брис, као и аспират бронхијалне слузи.

## Терапија
Типичне случајеве великог кашља изазивају токсини бактерија. Терапија антибиотицима може скратити или ублажити ток болести једино уколико се примени у раној фази болести (1. или 2. недеља). Уколико се закасни са дијагнозом, стандардна терапија је еритромицин или неки други антибиотик из групе макролида, примењиван у току две недеље. Секундарна инфекција може да захтева и примену других антибиотика. На учесталост и интензитет напада кашља се може утицати стероидима или супстанцама које утичу на симпатикус. Генерални савет је да оболели узима доста течности и честе мале оброке.

## Профилакса

### Вакцинација
За примарну заштиту постоји ефикасна вакцина (80-90% заштите) која не изазива значајне потенцијалне компликације. Данас се користе ацелуларне вакцине које имају предности у односу на раније примењиване бактеријске вакцине. Оне не садрже цео бацил, већ само делове ћелије изазивача болести који изазивају имуну реакцију у телу примаоца. За децу се препоручује вакцинација три пута у првој години живота, почев од 9. недеље. Препоручује се и ревакцинација између 12. и 15. месеци. Додатно се вакцинишу деца у узрасту између 5 и 6 година, и млади између 9. и 18. рођендана.
У Србији се деца вакцинишу комбинованом вакцином против дифтерије, тетануса и великог кашља у узрасту од: 2 месеца, 3,5 месеца, 5 месеци, 15 месеци (прва ревакцинација), 6-7 година (друга ревакцинација), 14 година (трећа ревакцинација).